# Вебтоп
Вебтоп — интерфейс рабочего стола, встроенного в браузер или подобное приложение-клиент. Вебтоп объединяет в себе веб-приложения, веб-сервисы, клиент-серверные приложения, серверы приложений. Вебтоп представляет собой рабочий стол, похожий на Windows, Mac, или графический интерфейс на системах Linux или Unix, работающий внутри браузера как обычный веб-сайт. Внутри него, приложения, данные, файлы и настройки сохраняются на сервере и при необходимости передаются в вебтоп. Браузер, в таком случае, в основном используется для отображения и ввода информации.
Иногда вебтопы путают с веб-операционной системой WebOS.

## История
Первый вебтоп, eyeOS, был представлен в 2005 году. В 2015 году появилось российская реализация вебтопа — OnlineStor.

## Существующие вебтопы
| Название      | Поддержка браузерами                        | Разработчик       | Языки программирования                      | Бесплатен | Лицензирование                   | Сторонние приложения | Офисный пакет                              | Графический интерфейс            | Загружаемое на веб-сервер |
| ------------- | ------------------------------------------- | ----------------- | ------------------------------------------- | --------- | -------------------------------- | -------------------- | ------------------------------------------ | -------------------------------- | ------------------------- |
| Ancyradesktop | IE 8/9, Firefox v12.0+, Chrome, Safari      | Bayersoft, Inc    | HTML5, JavaScript, AJAX + C#                | Да        | Проприетарная                    | Да                   | Да                                         | Похожий на Windows               | Да                        |
| ZeroPC        | IE 8/9, Firefox v12.0+, Chrome, Safari      | ZeroDesktop, Inc. | HTML / HTML5, JavaScript, Java Applet, AJAX | Да        | Проприетарная                    | Да                   | Thinkfree Office, Cloud Storage Mashup, IM | Похожий на Windows               | Нет                       |
| OS.js         | IE10+, Edge, Firefox, Safari, Opera, Chrome | OS.js             | JavaScript, Node.js или PHP                 | Да        | Открытая: Simplified BSD License | Да                   | Да                                         | Настраиваемая / похожий на GNOME | Да                        |
| SilveOS       | Chrome, Safari, Firefox, Opera, Edge        | SilveOS           | HTML5, JavaScript, Vue.js, Vuetify          | Да        | Проприетарная                    | Да                   | Да                                         | Похожий на Windows               | Да                        |